# 가노야 체육 대학
가노야 체육 대학(일본어: 鹿屋体育大学)은 일본 가고시마현 가야시에 위치한 일본의 국립 대학이다.

## 연혁
- 1981년 - 대학 개교
- 1984년 - 제1회 입학식 거행
- 1988년 - 대학원 체육학 연구과(석사 과정) 설치
- 2004년 - 국립대학법인 으로 이행하여 국립대학법인 가노야 체육 대학으로 변경, 대학원 체육학 연구과(박사 후기 과정) 설치